# راسپوتین و امپراتریس
راسپوتین و امپراتریس (انگلیسی: Rasputin and the Empress) فیلمی درام به کارگردانی ریچارد بولسلافسکی و چارلز برابین است که در سال ۱۹۳۲ منتشر شد.

## بازیگران
- جان باریمور
- اتل باریمور
- لیونل باریمور
- رالف مورگن
- دیانا وینارد
- ادوارد آرنولد
- ماری آلدن
- اسکار آپفل
- هنری آرمتا
- میشا آور
- امیل شوتار
- دیل فولر
- جرج ایروینگ
- هری کولکر
- ادموند مورتیمر
- جین پارکر
- فرانک رایشر
- آن شرلی
- لئو وایت
- لوئیس آلبرنی
- ژان دل وال
- سارا پدن
- فرانچسکا براجوتی
- ریچارد کریمر
- ایزابل کیث
- اِلینور وَندِرویر
- ماری کینل
- موریس بلک
- ویلیام بورِس
- سی. مانتگیو شا